# Corniglia
Corniglia er en frazione ("bebyggelse") i comunen Vernazza i La Spezia, Liguria, Italien, der har et indbygger tal på 150 (2016). Til forskel fra de andre landsbyer, der tilsammen kaldes Cinque Terre, så ligger Corniglia ikke direkte ud til havet. Den ligger omkring 100 m oppe på et forbjerg, der omgiver tre sider af byen, mens den tredje side går stejlt ned til vandet
Corniglia bliver nævnt i Giovanni Boccaccios Decameron og i romanen The Invisible Circus af Jennifer Egan.
Corniglia og de andre Cinque Terre-byer var inspiration til den fiktive by Portorosso i animationsfilmen Luca (2001).

## Galleri
- Corniglias Marina
- Udsigt fra nordvest
- Udsigt over Corniglia
- Kirken Sankt Pietro fra carrugio
- Sankt Caterina over Largo Taragio
- Kalkmaleri i Oratory
- Stationsbygningen